# Sportif de l'année (Associated Press)
Pour les articles homonymes, voir Sportif de l'année.
L'agence de presse américaine Associated Press désigne chaque année, depuis 1931, le sportif de l'année. Elle récompense ainsi la meilleure performance de l'année écoulée par le titre d'Athlete of the Year (un pour les hommes, un pour les femmes). 
Bien que tous les sportifs du monde soient théoriquement éligibles, ces titres sont toutefois en grande majorité décernés à des sportifs américains, dans des sports intéressant avant tout le public américain (plus grande représentation du baseball, basket-ball, hockey sur glace ou golf PGA).

## Palmarès
| Années | Hommes                                    | Hommes                           | Femmes                                    | Femmes                    |
| ------ | ----------------------------------------- | -------------------------------- | ----------------------------------------- | ------------------------- |
| 1931   | Pepper Martin                             | Ligue majeure de baseball        | Helene Madison                            | Natation                  |
| 1932   | Gene Sarazen                              | PGA golf                         | Mildred Didrikson                         | Athlétisme                |
| 1933   | Carl Hubbell                              | Ligue majeure de baseball        | Helen Jacobs                              | Tennis                    |
| 1934   | Dizzy Dean                                | Ligue majeure de baseball        | Virginia Van Wie (en)                     | Golf                      |
| 1935   | Joe Louis                                 | Boxe anglaise                    | Helen Wills Moody                         | Tennis                    |
| 1936   | Jesse Owens                               | Athlétisme                       | Helen Stephens                            | Athlétisme                |
| 1937   | Donald Budge                              | Tennis                           | Katherine Rawls                           | Natation                  |
| 1938   | Donald Budge                              | Tennis                           | Patty Berg                                | Golf                      |
| 1939   | Nile Kinnick                              | Football américain universitaire | Alice Marble                              | Tennis                    |
| 1940   | Tom Harmon                                | Football américain universitaire | Alice Marble                              | Tennis                    |
| 1941   | Joe DiMaggio                              | Ligue majeure de baseball        | Betty Hicks Newell (en)                   | Golf                      |
| 1942   | Frank Sinkwich                            | Football américain universitaire | Gloria Callen (en)                        | Natation                  |
| 1943   | Gunder Hägg                               | Athlétisme                       | Patty Berg                                | Golf                      |
| 1944   | Byron Nelson                              | PGA golf                         | Ann Curtis                                | Natation                  |
| 1945   | Byron Nelson                              | PGA golf                         | Mildred Didrickson Zaharias               | Golf                      |
| 1946   | Glenn Davis                               | Football américain universitaire | Mildred Didrickson Zaharias               | Golf                      |
| 1947   | Johnny Lujack (en)                        | Football américain universitaire | Mildred Didrickson Zaharias               | Golf                      |
| 1948   | Lou Boudreau                              | Ligue majeure de baseball        | Fanny Blankers-Koen                       | Athlétisme                |
| 1949   | Leon Hart                                 | Football américain universitaire | Marlene Bauer                             | Golf                      |
| 1950   | Jim Konstanty                             | Ligue majeure de baseball        | Mildred Didrickson Zaharias               | LPGA golf                 |
| 1951   | Dick Kazmaier (en)                        | Football américain universitaire | Maureen Connolly                          | Tennis                    |
| 1952   | Bob Mathias                               | Athlétisme                       | Maureen Connolly                          | Tennis                    |
| 1953   | Ben Hogan                                 | PGA golf                         | Maureen Connolly                          | Tennis                    |
| 1954   | Willie Mays                               | Ligue majeure de baseball        | Mildred Didrickson Zaharias               | LPGA golf                 |
| 1955   | Howard "Hopalong" Cassady (en)            | Football américain universitaire | Patty Berg                                | LPGA golf                 |
| 1956   | Mickey Mantle                             | Ligue majeure de baseball        | Pat McCormick                             | Plongeon                  |
| 1957   | Ted Williams                              | Ligue majeure de baseball        | Althea Gibson                             | Tennis                    |
| 1958   | Herb Elliott                              | Athlétisme                       | Althea Gibson                             | Tennis                    |
| 1959   | Ingemar Johansson                         | Boxe anglaise                    | Maria Bueno                               | Tennis                    |
| 1960   | Rafer Johnson                             | Athlétisme                       | Wilma Rudolph                             | Athlétisme                |
| 1961   | Roger Maris                               | Ligue majeure de baseball        | Wilma Rudolph                             | Athlétisme                |
| 1962   | Maury Wills                               | Ligue majeure de baseball        | Dawn Fraser                               | Natation                  |
| 1963   | Sandy Koufax                              | Ligue majeure de baseball        | Mickey Wright                             | LPGA golf                 |
| 1964   | Don Schollander                           | Natation                         | Mickey Wright                             | LPGA golf                 |
| 1965   | Sandy Koufax                              | Ligue majeure de baseball        | Kathy Whitworth                           | LPGA golf                 |
| 1966   | Frank Robinson                            | Ligue majeure de baseball        | Kathy Whitworth                           | LPGA golf                 |
| 1967   | Carl Yastrzemski                          | Ligue majeure de baseball        | Billie Jean King                          | Tennis                    |
| 1968   | Denny McLain (en)                         | Ligue majeure de baseball        | Peggy Fleming                             | Patinage artistique       |
| 1969   | Tom Seaver                                | Ligue majeure de baseball        | Debbie Meyer                              | Natation                  |
| 1970   | George Blanda                             | Football américain (NFL)         | Chi Cheng                                 | Athlétisme                |
| 1971   | Lee Trevino                               | PGA golf                         | Evonne Goolagong                          | Tennis                    |
| 1972   | Mark Spitz                                | Natation                         | Olga Korbut                               | Gymnastique artistique    |
| 1973   | O. J. Simpson                             | Football américain (NFL)         | Billie Jean King                          | Tennis                    |
| 1974   | Mohamed Ali                               | Boxe anglaise                    | Chris Evert                               | Tennis                    |
| 1975   | Fred Lynn                                 | Ligue majeure de baseball        | Chris Evert                               | Tennis                    |
| 1976   | Bruce Jenner                              | Athlétisme                       | Nadia Comăneci                            | Gymnastique artistique    |
| 1977   | Steve Cauthen                             | Sport hippique                   | Chris Evert                               | Tennis                    |
| 1978   | Ron Guidry                                | Ligue majeure de baseball        | Nancy Lopez                               | LPGA golf                 |
| 1979   | Willie Stargell                           | Ligue majeure de baseball        | Tracy Austin                              | Tennis                    |
| 1980   | Équipe des États-Unis de hockey sur glace | Hockey sur glace                 | Chris Evert                               | Tennis                    |
| 1981   | John McEnroe                              | Tennis                           | Tracy Austin                              | Tennis                    |
| 1982   | Wayne Gretzky                             | Hockey sur glace (LNH)           | Mary Decker                               | Athlétisme                |
| 1983   | Carl Lewis                                | Athlétisme                       | Martina Navrátilová                       | Tennis                    |
| 1984   | Carl Lewis                                | Athlétisme                       | Mary Lou Retton                           | Gymnastique artistique    |
| 1985   | Dwight Gooden                             | Ligue majeure de baseball        | Nancy Lopez                               | LPGA golf                 |
| 1986   | Larry Bird                                | Basket-ball (NBA)                | Martina Navrátilová                       | Tennis                    |
| 1987   | Ben Johnson                               | Athlétisme                       | Jackie Joyner-Kersee                      | Athlétisme                |
| 1988   | Orel Hershiser                            | Ligue majeure de baseball        | Florence Griffith Joyner                  | Athlétisme                |
| 1989   | Joe Montana                               | Football américain (NFL)         | Steffi Graf                               | Tennis                    |
| 1990   | Joe Montana                               | Football américain (NFL)         | Beth Daniel                               | LPGA golf                 |
| 1991   | Michael Jordan                            | Basket-ball (NBA)                | Monica Seles                              | Tennis                    |
| 1992   | Michael Jordan                            | Basket-ball (NBA)                | Monica Seles                              | Tennis                    |
| 1993   | Michael Jordan                            | Basket-ball (NBA)                | Sheryl Swoopes                            | Basket-ball universitaire |
| 1994   | George Foreman                            | Boxe anglaise                    | Bonnie Blair                              | Patinage de vitesse       |
| 1995   | Cal Ripken, Jr.                           | Ligue majeure de baseball        | Rebecca Lobo                              | Basket-ball universitaire |
| 1996   | Michael Johnson                           | Athlétisme                       | Amy Van Dyken                             | Natation                  |
| 1997   | Tiger Woods                               | PGA golf                         | Martina Hingis                            | Tennis                    |
| 1998   | Mark McGwire                              | Ligue majeure de baseball        | Se Ri Pak                                 | LPGA golf                 |
| 1999   | Tiger Woods                               | PGA golf                         | Équipe des États-Unis de football féminin | Football                  |
| 2000   | Tiger Woods                               | PGA golf                         | Marion Jones                              | Athlétisme                |
| 2001   | Barry Bonds                               | Ligue majeure de baseball        | Jennifer Capriati                         | Tennis                    |
| 2002   | Lance Armstrong                           | Cyclisme                         | Serena Williams                           | Tennis                    |
| 2003   | Lance Armstrong                           | Cyclisme                         | Annika Sörenstam                          | LPGA golf                 |
| 2004   | Lance Armstrong                           | Cyclisme                         | Annika Sörenstam                          | LPGA golf                 |
| 2005   | Lance Armstrong                           | Cyclisme                         | Annika Sörenstam                          | LPGA golf                 |
| 2006   | Tiger Woods                               | PGA golf                         | Lorena Ochoa                              | LPGA golf                 |
| 2007   | Tom Brady                                 | Football américain (NFL)         | Lorena Ochoa                              | LPGA golf                 |
| 2008   | Michael Phelps                            | Natation                         | Candace Parker                            | Basket-ball (WNBA)        |
| 2009   | Jimmie Johnson                            | NASCAR                           | Serena Williams                           | Tennis                    |
| 2010   | Drew Brees                                | Football américain (NFL)         | Lindsey Vonn                              | Ski alpin                 |
| 2011   | Aaron Rodgers                             | Football américain (NFL)         | Abby Wambach                              | Football                  |
| 2012   | Michael Phelps                            | Natation                         | Gabby Douglas                             | Gymnastique               |
| 2013   | LeBron James                              | Basket-ball (NBA)                | Serena Williams                           | Tennis                    |
| 2014   | Madison Bumgarner                         | Ligue majeure de baseball        | Mo'ne Davis                               | Baseball amateur          |
| 2015   | Stephen Curry                             | Basket-ball (NBA)                | Serena Williams                           | Tennis                    |
| 2016   | LeBron James                              | Basket-ball (NBA)                | Simone Biles                              | Gymnastique               |
| 2017   | José Altuve                               | Ligue majeure de baseball        | Katie Ledecky                             | Natation                  |
| 2018   | LeBron James                              | Basket-ball (NBA)                | Serena Williams                           | Tennis                    |
| 2019   | Kawhi Leonard                             | Basket-ball (NBA)                | Simone Biles                              | Gymnastique               |
| 2020   | LeBron James                              | Basket-ball (NBA)                | Naomi Osaka                               | Tennis                    |
| 2021   | Shohei Ohtani                             | Ligue majeure de baseball        | Candace Parker                            | Basket-ball (WNBA)        |
| 2022   | Aaron Judge                               | Ligue majeure de baseball        | Katie Ledecky                             | Natation                  |
| 2023   | Shohei Ohtani                             | Ligue majeure de baseball        | Simone Biles                              | Gymnastique               |